# Danskere som døde eller blev såret i kamp 29. august 1943
Nedenfor er den komplette liste over danskere, som døde eller blev såret i kamp d. 29. august 1943 under angrebet på den danske Hær og Flåde.
I alt 23 danske soldater og mindst 2 civile mistede livet, og 53 blev såret.

## Dræbte

### Hæren
(der er visse uoverensstemmelser mellem kilderne)
- Arne P. Christensen, menig nr. 145, Øvelsesplads Gammel Nord, Odense
- Aage Edvard Hansen, konstabel nr. 840, Hærens 6. artilleriafdeling, Ballonparken, København
- Poul Arne Hansen-Nord, premierløjtnant fra Gardehusarregimentet, Gardehusarkasernen i Næstved, Næstved
- S.A.J. Andersen, sergent fra Gardehusarregimentet, Gardehusarkasernen i Næstved, Næstved
- Ove Edgar Breyen Hilker, menig nr. 573 fra den 21. bataillon, Gernergades Kaserne?, København
- Robert Vilhelm Isbo, menig nr. 554 fra den 21. bataillon, Gernersgades Kaserne?, København
- Bjørn Ivan Jacobsen, soldat fra den 20. batallion, Nyborg
- Hans Kristian Jørgensen, menig nr. 20 fra felttøjmesterkvarteret, Ny Tøjhus, København
- Ove Kai Karbo, overofficiant fra den 21. bataillon, Gernersgades Kaserne, København
- Lars Johannes Bødtcher Larsen, menig nr. 487 fra den 3. livgardebataillon, København
- K.B. Madsen, kornet ved 3. bataillon, Nyborg
- Svend Halager Michelsen, korporal nr. 111 fra 6. artilleriafdeling, Ballonparken, København
- Poul Vilhelm Olsen, konstabel nr. 832 fra 6. artilleriafdeling, Ballonparken, København
- Sigurd Snerding, kaptajnløjtnant og adjudant ved Livgarden, Livgardens Kaserne, København
- C.L. Wesenberg, kaptajn ved 20. bataillon, R. af D., Nyborg

Optælling 1948:
- 1 vægter og 2 menige, Ny Tøjhus, København
- 1 officer og 1 underofficer, Livgardens Kaserne, København
- 1 overofficiant og 1 menig, Gernersgade
- 1 korporal og 2 menige, Baraklejren
- 1 vægter, Jægersborg Kaserne
- 2 menige, Odense
- 1 officer og 1 underofficer, Næstved
- 1 officer, 1 kornet og 1 menig, Nyborg

### Flåden
- Helge Emil Andreasen, artilleri-kvartermester af 3. grad, artilleriskibet Niels Iuel, Isefjorden
- Børge Emil Georg Christensen, værnepligtig, kaserneskibet Fyen, Flådestation Holmen, København
- Knud Basse Jensby, overkonstabel, Middelgrundsfortet, København
- Aage Rübner Jørgensen, søløjtnant, minestrygeren Hajen, Flådestation Korsør, Korsør
- Niels Bøje Olsen, værnepligtig/orlogsgast, patruljekutteren P7, Nyborg
- Ove Kaj Rasmussen, mathelev, kaserneskibet Fyen, Flådestation Holmen, København
- Christian Thomsen, torpedo-underkvartermester af 2. grad, minestrygeren Hajen, Flådestation Korsør, Korsør

### Andre
- Hans Nielsen, modstandsmand (BOPA), dræbt af tyske soldater i Klerkegade, København[3][4]
- Hartvig Hansen, dræbt af tyske soldater ud for Artillerivej 58.[5][6]

## Sårede

### Hæren
(denne liste er ikke komplet)
- menig 543 Barnewitz, Øvelsesplads Gammel Nord, Odense
- menig 121 Taul, Odense Kaserne, Odense
- menig 1204 Robert Wilhelm Nielsen, Odense Kaserne, Odense
- 5 sårede, Gernersgades Kaserne, København
- 3 sårede, Ringe
- Menig 151 Kristian Pedersen, Nyborg.

### Flåden
- K.V. Dam, kaptajnløjtnant, Minestrygeren Springeren, Korsør
- H.L. Prause, søløjtnant, bevogtningsfartøjet Hvalrossen, Holmen
- I.A.R. Westergaard, søløjtnant (R), minefartøjet Lougen, Holmen
- O. Kinch, søløjtnant (R), minestrygeren MS 1, Nyborg
- H.A. Jørgensen, søløjtnant (R), patruljekutteren P. 4, Nyborg
- V.V. Jørgensen, matros-kvartermester, artilleriskibet Niels Iuel, Isefjorden
- L. Præstekær, overfyrbøder, minestrygeren Haien, Korsør
- J. Mortensen, artilleri-elev, artilleriskibet Niels Iuel, Isefjorden
- Foldbjerg-Jeppesen, værnepligtig, artilleriskibet Niels Iuel, Isefjorden
- O. Petersen, værnepligtig, artilleriskibet Niels Iuel, Isefjorden
- Aa. Nielsen, værnepligtig, Kongelundsfortet